# Surprise-Canyon-Formation

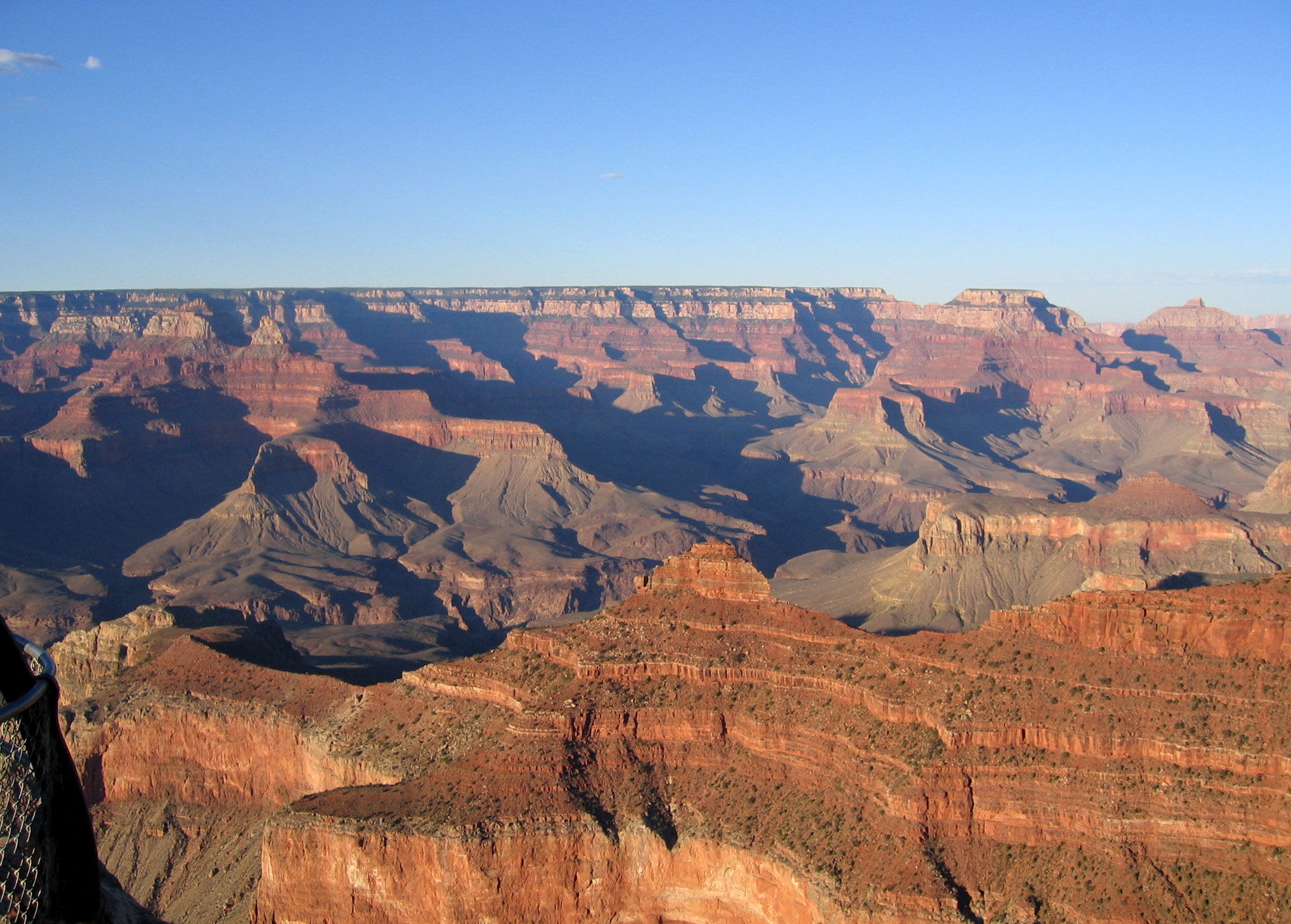
Blick vom Yavapai Point nach Nordosten über O’Neill Butte im Vordergrund und Pattie Butte rechts im Mittelgrund

Die Surprise-Canyon-Formation ist eine geologische Formation im Südwesten der Vereinigten Staaten. Sie wurde im späten Unterkarbon (Serpukhovium) abgelagert und besteht aus Konglomeraten, Sandsteinen, Kalksteinen und dunkel purpurnem Schluffstein, der häufig als Rinnenfüllung (Englisch channel fill) auftritt.

## Etymologie
Die Surprise-Canyon-Formation wurde nach dem Surprise Canyon, einem rechten Nebenfluss des Colorado River im westlichen Grand Canyon, benannt.

## Erstbeschreibung
Bereits 1969 hatten McKee und Gutschick von Paläotälern in der Oberfläche des Redwall Limestone berichtet, welche von Konglomeraten und Tonsteinen verfüllt waren. Sie sahen in diesen Sedimenten das Liegende der Supai Group. Es war jedoch George Billingsley vom United States Geological Survey der während seiner Feldarbeiten im westlichen Grand Canyon in den Mitt-Siebzigern erstmals erkannte, dass die Surprise-Canyon-Formation stratigraphisch eine eigene unabhängige Formation darstellte und welche weder der Supai Group noch dem Redwall Limestone angehörte. Später dann detaillierten Billingsley und McKee einige der Aufschlüsse im westlichen Grand Canyon zum ersten Mal, wobei sie die Schichten noch formlos als Prä-Supai-Sedimente eines begrabenen Tals bezeichneten. Erst 1985 wurde die Formation dann förmlich von Billingsley und Beus benannt.

## Entstehung
Die Gesteine der Surprise-Canyon-Formation wurden auf dem horizontalen, stark erodierten Redwall Limestone (Kalkstein) abgesetzt, der als marine Ablagerung entstanden war und eine Mächtigkeit von 120 bis 200 Meter erreicht. Als die Surprise-Canyon-Formation entstand, war der Redwall Limestone in einem „warmen und feuchten“ Klima. der Verkarstung ausgesetzt.  Durch die Verkarstung entstanden Erdfälle, Höhlen und unterirdische Kanäle sowie tiefe Schluchten und Flusstäler, die aus einstürzenden Höhlen hervorgegangen waren. Einige Täler füllten sich offenbar mit tonigem, rötlich-orangem Material, wie es heute aus den Tropen bekannt ist. Unter der Oberfläche der Redwall-Schichten sammelten sich daher in Karst-Systemen die Ablagerungen der Surprise Canyon-Formation, teilweise werden sogar Schichten des Redwall Limestone über den jüngeren Schichten der Surprise-Canyon-Formation angetroffen.

## Vorkommen

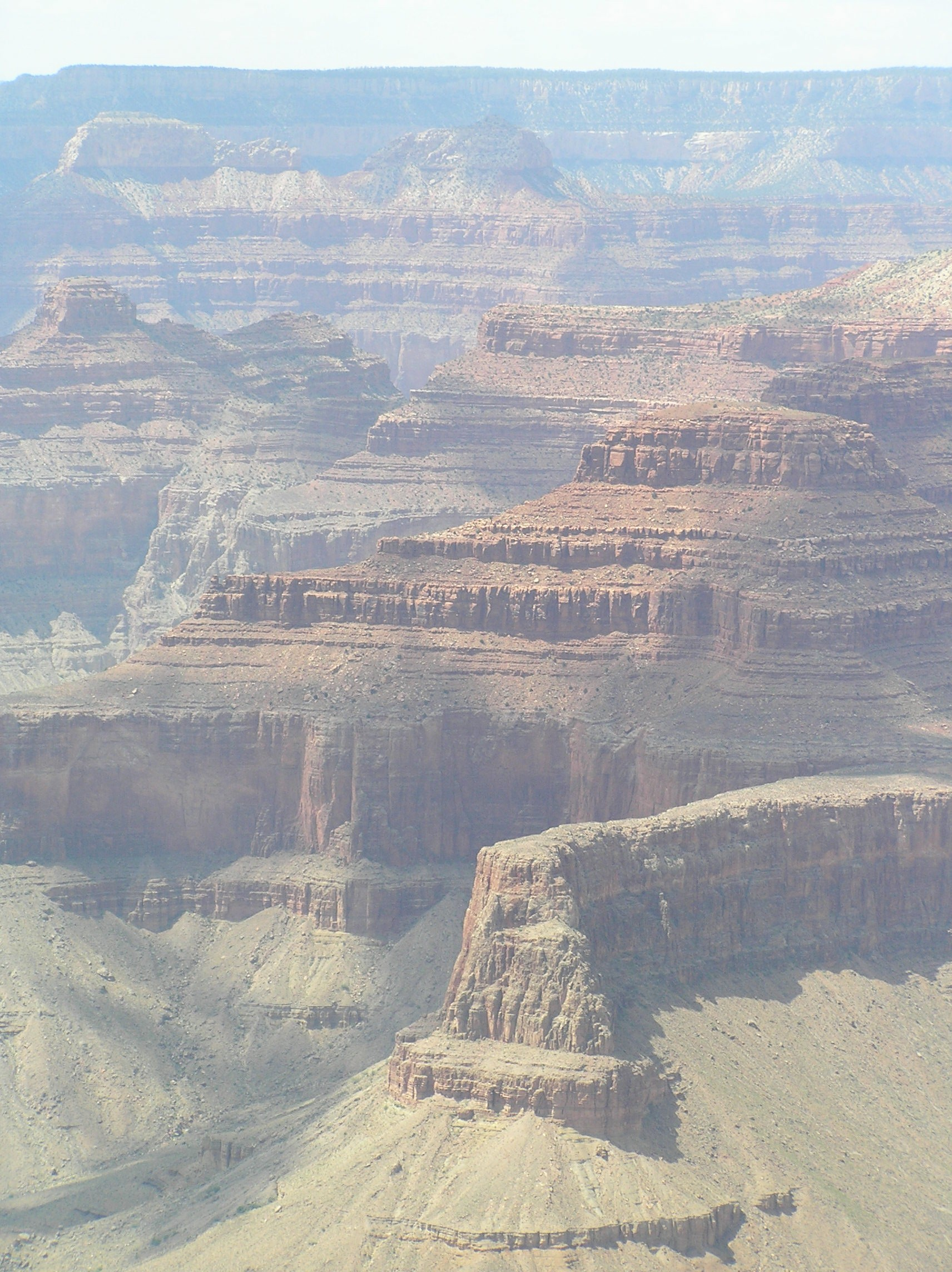
Klippen des Redwall Limestone an der Ridgeline nach Süden, sowie Teil des Tower of Set, East Granite Gorge (Inner Gorge, Grand Canyon).

Die Surprise-Canyon-Formation findet sich vor allem in den Gebieten um das Grand Canyon Village am South Rim, sowie nordwestlich, nördlich und nordöstlich davon in Arizona. Die Formation ist nicht durchgehend, sondern findet sich in abgetrennten geologischen Schichtfolgen unter dem South Rim, insbesondere an den Klippen der Inner Gorge auf den Schichtoberflächen des Redwall Limestone. Herausragende Beispiele in der Nähe von Grand Canyon Village sind Pattie Butte unterhalb des Newton Butte, Tower of Set westlich des Isis Temple, Johnson Point und Sturdevant Point östlich des Isis Temple sowie Brahma Temple’s südliche Redwall Limestone-Gebiete.
In den Schichten der Formation finden sich Fossilien von Pflanzenmaterial und marinen Muscheln – darunter zahlreiche Fossilien, die als „derived fossils“ (abgeleitete Fossilien) aus dem Bestand des Redwall Limestone stammen. Bemerkenswert sind fossile Geländestrukturen wie Täler und Canyons, die auf eindringliche Weise die Erosion der Vorzeit verdeutlichen.
Außer den leicht auffindbaren Vorkommen auf den Redwall-Limestone-Oberflächen werden die Schichten der Surprise-Canyon-Formation auch in vertikaler Lagerung angetroffen, dort wo die untersten Schichten der Supai Group, die Watahomigi-Formation, in die Schichten der Surprise-Canyon-Formation übergehen, beziehungsweise auf dem Redwall Limestone aufliegen. Zwar sind die Schichten der Surprise-Canyon-Formation in der Umgebung des Grand Canyon Village diskontinuierlich, finden sich aber dennoch weit verbreitet. Dies kann dadurch erklärt werden, dass die Sedimentation erfolgte, als die Oberfläche des Redwall Limestone durch Erosion tief zerfurcht wurde und zahlreiche Rinnen entstanden, in denen sich das erodierte Material ablagerte. Eine spätere Hypothese besagt, dass sich in einem Küstengebiet im Westen des Proto-Nordamerikanischen Kontinents ein riesiger Ästuar gebildet hatte, in dem sich die kontinentalen Erosionsprodukte sammelten. Die gleichmäßig dicken Schichten der Surprise Canyon-Formation sedimentierten in Rinnen und stehen daher in starkem Gegensatz zu sehr variablen Schichtdicken des Litorals und den dünnen, diskontinuierlichen Akkumulationen der Gezeitenzone.
Die Schichten des unterlagernden Redwall Limestone dagegen sind massiv und sehr gleichmäßig. Sie bilden für den größten Teil des Grand Canyons die grundlegende geomorphologische Einheit und bauen auch die Wände des Marble Canyon im Nordosten auf. Hier betritt der Colorado River – etwa 45 Kilometer weiter  nordöstlich – die Grand Canyon Village-Region des South Rim.

## Surprise-Canyon- und Temple-Butte-Formation

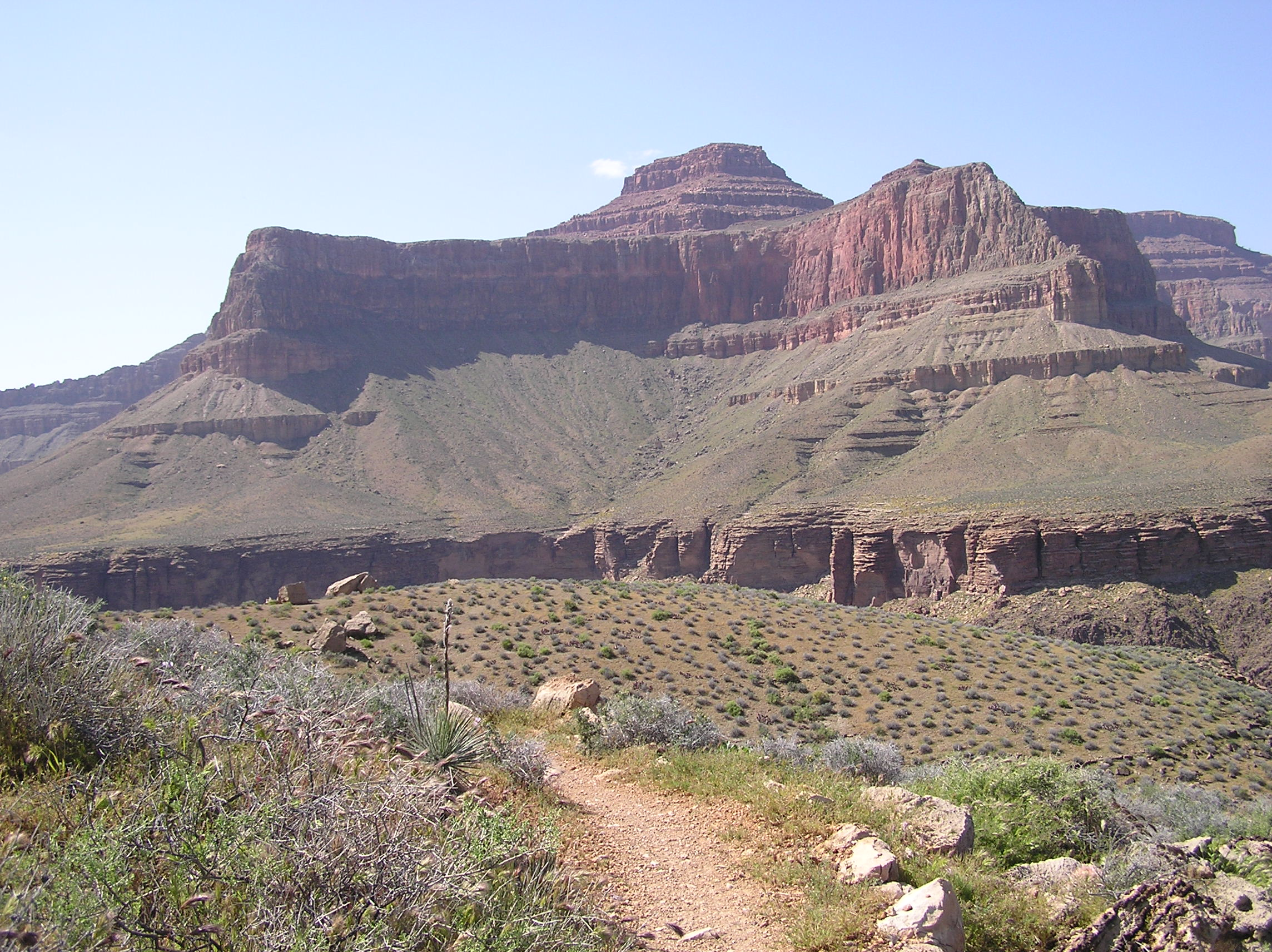
Tower of Set an der Inner Gorge (East Granite Gorge) vom Tonto Trail aus gesehen.

Im Zentrum des Grand Canyons erreichen die Surprise Canyon- und Temple-Butte-Formationen in etwa vergleichbare Mächtigkeiten von 23 bis 46 Meter. Der Hauptunterschied zwischen den beiden Formationen ist, dass die Temple-Butte-Formation aus dem Zeitalter des Devons stammt und in der Region des westlichen Grand Canyons, sowie in Nevada – am Rand des Proto-Nordamerikanischen Kontinents – abgelagert worden war. Der Kontinentalschelf war abgesunken, wodurch Sedimentbecken entstanden. In ihnen erreichte die Temple-Butte-Formation an manchen Stellen eine Mächtigkeit von 122 Meter, zum Beispiel im Westen des Grand Canyons bei den Grand Wash Cliffs, ja sogar erstaunliche Mächtigkeiten bis zu 610 Meter im Gebiet der Frenchman Mountains in Nevada.
Sowohl die Temple Butte- als auch die Surprise-Canyon-Formation wurden über erosionsgeformten Diskordanzen in Karstgebieten abgelagert. Die Temple-Butte-Formation liegt jedoch im Unterschied zur Surprise-Canyon-Formation auf Schichten der oberkambrischen Muav-Formation.
In der folgenden Tabelle werden die Surprise-Canyon-Formation, Redwall Limestone, Temple-Butte-Formation und andere damit verbundene geologische Einheiten des Colorado Plateau nebeneinandergestellt:
| Grand Canyon und Zentral-Nordost-Arizona | Ost- und Südost-Utah                                            | Uncompahgre Plateau                                   | NO Utah NW Colorado (proto)-Uintah Basin | Zeit                                                |
| --- | --------------------------------------------------------------- | ----------------------------------------------------- | ---------------------------------------- | --------------------------------------------------- |
| |                                                                 | Ancestral Rocky Mountains (abgetragen auf Meereshöhe) |                                          | ca. 165 Mio. Jahre                                  |
| Supai Group | Hermosa Group                                                   | Ancestral Rocky Mtns                                  | Hermosa Group                            | ca. 340-(330)–285 Ma                                |
| Watahomigi-Formation Unit 1 von 4 der Supai Group, Oberes Pennsylvanium-Unteres Perm                                                                                                  | (Hermosa)                                                       | Ancestral Rocky Mtns                                  | Hermosa members?                         | ca. 316 Ma                                          |
| Surprise-Canyon-Formation- (nur im Grand Canyon) |                                                                 | Ancestral Rocky Mtns                                  |                                          | 325–316 Ma                                          |
| Diskordanz |                                                                 | Ancestral Rocky Mtns                                  |                                          | 5 Ma                                                |
| Mississippium Redwall Limestone | Leadville Limestone                                             | Ancestral Rocky Mtns                                  | Leadville Limestone                      | 365–330 Ma                                          |
| Devon Temple-Butte-Formation 120 Meter Mächtigkeit im Westen des Grand Canyon, (mächtiger in Nevada) (Verde Valley, AZ, ~160 Kilometer südöstlich des Grand Canyon: Martin-Formation) | Elbert-Formation?                                               | Ancestral Rocky Mtns                                  |                                          | 410–365 Ma                                          |
| Erosion Diskordanz (Ordovizium-65 Ma, Silur 25 Ma, keine Ablagerungen) |                                                                 | Ancestral Rocky Mtns                                  |                                          | 88 Ma                                               |
| 5 Frenchman Mountain Dolostone 4 Muav-Formation 3 Bright-Angel-Formation 2 Tapeats Sandstone 1 Sixtymile-Formation                                                                    | 3? Lynch Dolomite 2 Bright-Angel-Formation 1? Sawatch Sandstone | Ancestral Rocky Mtns                                  |                                          | 498-497 502-499 Ma 507-502 Ma 508-507 Ma 527-508 Ma |